# Michael Madsen (Fußballspieler, 1974)
Michael Madsen (* 24. Januar 1974 in Frederiksberg) ist ein ehemaliger dänischer Fußballspieler.

## Karriere
Madsen spielte in der Jugend für Boldklubben Avarta, Albertslund IF und Valby Boldklub. Im Seniorenbereich fing er bei Akademisk BK an und wechselte 1998 in die Serie A zum FC Bari 1908, für den er bis 2001 44 Ligaspiele bestritt, in denen er ein Tor schoss. 2001 wechselte er in die Bundesliga zum VfL Wolfsburg und bestritt drei Bundesligaspiele. Nachdem er sich in der ersten Mannschaft nicht durchsetzen konnte, spielte er auch vier Mal für die Amateurmannschaft und wurde 2002/03 in seine Heimat an Farum Boldklub ausgeliehen. 2003 verließ er den VfL und wechselte fest in seine Heimat zu Hellerup IK, wo er 2006 seine aktive Karriere beendete. 2009 spielte er noch einmal für ein halbes Jahr für Vanlöse IF.
2007 wurde er sportlicher Leiter beim FC Amager, wo er ab 2008 als Trainer arbeitete. Von 2009 bis 2011 war er Trainer bei Vanlöse IF und 2012 Co-Trainer unter Bo Henriksen bei Brönshöj BK, von 2013 bis 2017 war er bei Greve IF beschäftigt, erst als Trainer, dann als sportlicher Leiter, dann wieder als Trainer. Seit dem 1. Januar 2018 ist er Trainer bei Akademisk BK.